# Готье III д’Энгиен
Готье III д’Энгиен (фр. Gautier III d’Enghien; 5 июня 1302 — 16 октября 1345) — сеньор д’Энгиен (в Эно). Сын Готье II д’Энгиена (1267—1309/10) и Иоланды, дочери Робера III де Бетюна, графа Фландрского.

## Биография
После смерти отца до 1316 года находился под опекой матери.
В январе 1321 года женился на Изабо (Изабелле) де Бриенн (1311—1360), даме де Рамрю, дочери графа Готье V де Бриенна.
С 1326 года в составе отряда графа Жана де Эно участвовал в войнах английского короля Эдуарда III с шотландцами (упоминается в хрониках Фруассара 1340—1350-х годов).
В 1356 году, уже после смерти Готье III, его вдова Изабо де Бриенн унаследовала от брата графства Бриенн, Лечче и Конверсано.

## Дети
- Готье д’Энгиен (1322—1340)
- Изабо д’Энгиен (ум. 1357), аббатиса Флина
- Сойер II д’Энгиен (казнён 21 марта 1364), сеньор д’Энгиен, граф де Бриенн, титулярный герцог Афин
- Жан д’Энгиен (ум. 1380), титулярный герцог Афин
- Маргарита д’Энгиен, жена Жана де Прео
- Луи д’Энгиен (ум. 1394), граф де Бриенн
- Жак д’Энгиен, канонник в Льеже
- Ги д’Энгиен (ум. 1377), сеньор Аргоса.
- Энгельбер I д’Энгиен (ум. 1403), сеньор де Рамрю, де ла Фоли, де Сенефф, де Тюбиз, де Браг, де Богарден.
- Франсуаза, жена графа Пьетро ди Монтебелло.